# Energieallee A 7
Energieallee A 7 ist die Bezeichnung für eine Projektinitiative zur Förderung der Installation von Windkraftanlagen entlang der 963 Kilometer langen Bundesautobahn 7. Träger des Projekts sind die gemeinnützige „Europäische Vereinigung für Erneuerbare Energien (Eurosolar e. V.)“ und die Hermann-Scheer-Stiftung.

## Konzept

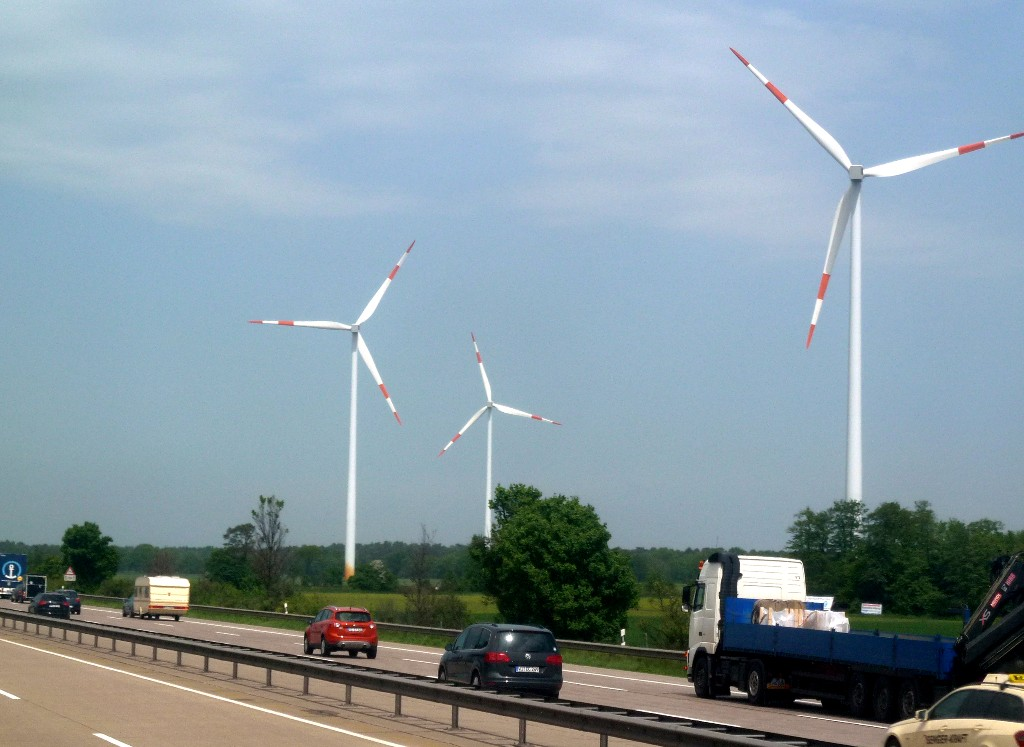
Windpark an der A 7 bei Buchholz (Aller) in Niedersachsen

Ziel der Projektinitiative ist es, „dem gleichnamigen Konzept von Dr. Hermann Scheer zur Umsetzung zu verhelfen.“ Der im Oktober 2010 gestorbene ehemalige Präsident von Eurosolar e. V. schlug 2009 vor, die längste Autobahn Deutschlands zum Windpark zu machen und an der Strecke etwa 1250 Windkraftanlagen zu errichten, die für bis zu 3,8 Millionen Drei-Personen-Haushalte Strom liefern könnten. Scheer nannte seine Vision „Energieallee A 7“. Die Idee wurde zum ersten Mal von Martin Unfried in einer taz Kolumne am 7. November 2008 als „Der längste Windpark der Welt“ vorgestellt. Eine Informationsplattform über die Projektinitiative gibt es seit Juli 2011 im Internet. Seit März 2017 sind mit dem Windpark Ellwanger Berge in Baden-Württemberg zehn Windkraftanlagen in Betrieb, die im Mai 2017 vom Ministerpräsident Winfried Kretschmann als Teil der Energieallee A 7 offiziell eingeweiht wurden. Zusammen können die Anlagen mit jeweils einer Leistung von drei Megawatt für 19.000 Haushalte Strom liefern.

## Ähnliches Projekt
Am bundesweiten Aktionstag der Erneuerbaren Energien (seit 1996 jeweils Samstag nach dem 26. April) des Jahres 2022 erklärte der Landesverband Erneuerbare Energien NRW (LEE NRW) den rund 100 km langen Autobahn-Abschnitt der A 31 zwischen Bottrop und Schüttorf symbolisch zur deutschlandweit ersten „Bundesautobahn-Energieallee“.